# Кастеллаццо-Новарезе
Кастеллаццо-Новарезе (итал. Castellazzo Novarese) — коммуна в Италии, находится в регионе Пьемонт, в провинции Новара.
Население составляет 260 человек (2008), плотность населения составляет 26 чел./км². Занимает площадь 10 км². Почтовый индекс — 28060. Телефонный код — 0321.
Покровителем коммуны почитается святой Фирм, празднование 9 августа.

## Демография
Динамика населения:

## Администрация коммуны
- Официальный сайт: http://www.comune.castellazzonovarese.no.it/ Архивная копия от 14 октября 2010 на Wayback Machine